# Berliet 34HP
Der Berliet 34 HP (auch Berliet 34 CV) ist als Bezeichnung für ein Baureihe von Pkw-Modellen bekannt. Hersteller war Berliet in Frankreich.

## Beschreibung
Mit der Bezeichnung Berliet 34 HP wurde im Verlauf der Modellgeschichte von Berliet ein Fahrzeugtyp angeboten. Statt der offenbar für den Käufer wenig aussagekräftigen internen Werksbezeichnung (bestehend aus Buchstaben) benutzte Berliet für seine PKW-Modelle gegenüber den Kunden in der Werbung und im Verkauf zur näheren Bezeichnung eines Typs üblicherweise die Angabe der steuerlich relevanten Leistung. Hierbei wurden die englische Bezeichnung „HP“ (horse power) und die französische „CV“ (cheval vapeur) synonym verwendet; bei Berliet sprach man bis Mitte der 1920er Jahre fast ausschließlich von HP.
Die Verkaufsbezeichnung 34 HP kann – ausschließlich dem Berliet VAC (gebaut 1930) zugeordnet werden.